# Мельники Гарасимові (Раневичі)
Мельники́ Гара́симові або Мельники́, також Мли́нки Гара́симові - колишній хутір, а зараз західна частина села Раневичі Дрогобицької громади Дрогобицького району Львівської області.

## Історія
Перша писемна згадка про поселення припадає на 1907 р. - Młynki Harasymowe.
У 1773 р. в Галичині, після її приєднання до імперії Габсбургів, здійснити адміністративну реорганізацію краю. Тож до 1918 р. поселення знаходилось у тодішньому Дрогобицькому дистрикті Самбірського крайсу (округу) Королівства Галичини та Володимирії Австрійської монархії, а з 1805 р. - Австро-Угорщини.
У період ЗУНР поселення входило у склад Дрогобицького повіту Самбірської військової округи Львівської військової області.
У 1920 р, з приходом Польщі, село увійшло до Дрогобицького повіту Львівського воєводства.
1 серпня 1934 р. у Дрогобицькому повіті було створено ґміну Нойдорф з центром в с. Нойдорф. До неї увійшли сільські громади: Болехівців, Верхніх Гаїв, Нижніх Гаїв, Нойдорф, Почаєвичів, Раневичів
На карті Дрогобицької області УРСР за станом на 1940 р.,. назву поселення не позначено. Проте, місцевість управлялась Раневицькою сільськоою радою Дрогобицького району Дрогобицької області.
У період нацистської окупації під час Другої світової війни, зі серпня 1941 року село увійшло до волості (нім. Landgemeinde) Польміновичі (Нойдорф) окружного староства Дрогобич (нім. Kreishauptmannschaft Drohobycz) дистрикту Галичина Генерал-губернаторства для окупованих польських земель.
Дистрикт Галичина припинив своє існування наприкінці липня 1944 року, коли внаслідок Львівсько-Сандомирської операції, був ліквідований, а німецька окупація змінилася на радянську. 6 серпня 1944 року до адміністративного центру округи вступили радянські війська.
У 1946 р. зафіксовано назву хутір Млинки Гарасимові Раневицької сільської ради Дрогобицького району Дрогобицької області.
Станом на 1967 р. хутір вже був об'єднаний із селом Раневичі та належав до Раневицької сільської ради Дрогобицького району Львівської області.. Найвірогідніше це сталось у період між 1959 та 1962 роками.
З 2020 р., після чергової адміністративно-територіальної реформи, присілок, забудовою повністю об'єднаний із селом Раневичі, увійшов до Раневицького старостинського округу Дрогобицької громади оновленого Дрогобицького району Львівщини.

## Назва
Назва складена. Ономаст Віра Котович подає таку інтерпретацію походження найменування. В опорному компоненті первісної назви поселення відображено економічно-виробничі фактори. Ойконім утворено від апелятива млинки<млинок<млин - "споруда, що розмелює зерно на борошно за допомогою вітряної, парової та іншої енергії". Паралельно з первісною назвою вживалася пізніша, в опорному компоненті якої відображено службову (професійну) назву мельники, що походить від апелятива мельники<мельник - "власник млина або той, хто працює у млині; мірошник". Компонент-означення Гарасимові вказує на ім'я засновника чи власника цього поселення - Гарасим.

## Географія
Поселення виникло на правому березі ріки Тисьмениця, на відстані 1 км від найвіддаленішого передмістя Дрогобича - Плебанії.